# Urocyon
Urocyon es un género de cánidos que contiene únicamente dos especies vivientes propias de América, el zorro isleño y el zorro gris.

## Especies
| Imagen | Nombre científico        | Nombre común | Distribución |
| ------ | ------------------------ | ------------ | --- |
|        | Urocyon cinereoargenteus | Zorro gris   | Mitad sur de América del Norte, desde el sur de Canadá hasta la parte norte de América del Sur (Venezuela y Colombia), excluyendo las montañas del noroeste de Estados Unidos. |
|        | Urocyon littoralis       | Zorro isleño | Islas del Canal (frente a la costa del sur de California) |

### Zorro de Cozumel
El zorro de Cozumel (Urocyon sp.) es una especie no descrita, probablemente extinta, que se encuentra en la isla de Cozumel, México. El último avistamiento notificado fue en 2001, pero desde entonces no se han realizado estudios centrados en esta especie. El zorro de Cozumel no ha sido descrito científicamente, es una forma enana así como el zorro isleño, pero un poco más grande. Había estado aislado en la isla durante al menos 5000 años, probablemente mucho más. Esto indicaría que la colonización de la isla de Cozumel por Urocyon es anterior a la de los humanos.

### Especies extintas
Las especies extintas son:
- U. citrinus
- U. galushai
- U. minicephalus
- U. progressus
- U. webbi